# Calogero Ganci
Calogero Ganci (Palermo, 22 marzo 1960) è un mafioso e collaboratore di giustizia italiano.

## Biografia
Nato a Palermo nel 1960, figlio di Raffaele Ganci, macellaio e membro della cosca mafiosa del quartiere popolare palermitano della Noce, dove è nato e cresciuto, diventa affiliato nel 1980. Lo stesso percorso di affiliazione mafiosa viene intrapreso anche dal fratello maggiore Domenico e dal minore Stefano, e due anni più tardi, nel 1982, il padre, fedelissimo di Totò Riina, assume il comando della cosca dopo l'uccisione in novembre del capomandamento Salvatore Scaglione.
Ganci, nel periodo in cui a Palermo scoppiò la Seconda guerra di mafia, operava al servizio dei Corleonesi e delle famiglie mafiose a quest'ultimi collegati, ed ha fatto parte di un commando guidato dal padre Raffaele, di cui facevano parte tra gli altri, killer come Giuseppe Greco detto Scarpuzzedda, Mario Prestifilippo, Filippo Marchese detto Milinciana, Antonino Madonia, Giuseppe Lucchese detto Lucchiseddu e Vincenzo Puccio. Questo gruppo si è reso autore di una lunga catena di omicidi che nella prima metà degli anni ottanta insanguinò Palermo e decimarono i clan Bontate e Inzerillo nonché della cosiddetta "Strage di Natale" del 1981 compiuta a Bagheria, e degli omicidi dei familiari di Francesco Marino Mannoia. Nel 1993, viene arrestato unitamente al padre e al cognato Francesco Paolo Anzelmo, presso una lussuosa villa di Terrasini dove vivevano in latitanza da cinque anni.
Nel giugno 1996, Ganci, detenuto al carcere Malaspina di Caltanissetta, annuncia il suo pentimento e decide di diventare collaboratore di giustizia, accusandosi di un centinaio delitti tra cui quello ai danni del generale Carlo Alberto dalla Chiesa. Secondo quanto dichiarato dall'allora sostituto procuratore della Repubblica di Caltanissetta, Luca Tescaroli, che si occupò di raccogliere le dichiarazioni del Ganci, alla base di questa sua decisione ci sarebbe stato il timore da questi espresso di possibili ritorsioni sulla propria famiglia, e la condanna dell'omicidio di Giuseppe Di Matteo, figlio del pentito Santino, commesso all'inizio di quell'anno a San Giuseppe Jato da un gruppo di mafiosi che agivano su ordine del boss locale Giovanni Brusca. Il primo omicidio confessato ai giudici è stato quello del suocero Vincenzo Anzelmo, esponente della cosca di Danisinni, alleata dei Bontate-Inzerillo. Tra i numerosi delitti confessati, gli omicidi ai danni dei boss Stefano Bontate e Salvatore Inzerillo (1981), del vicequestore Antonino Cassarà e dell'agente Roberto Antiochia (1985) e del politico democristiano Giuseppe Insalaco, all'epoca sindaco di Palermo (1988), e la partecipazione alla Strage della circonvallazione dove furono uccisi il boss catanese Alfio Ferlito e i carabinieri che lo scortarono (1982), e alla Strage di Capaci dove perirono il giudice Giovanni Falcone, la moglie Francesca Morvillo e gli agenti della scorta Vito Schifani, Rocco Dicillo e Antonio Montinaro.